# Carsten Hütter

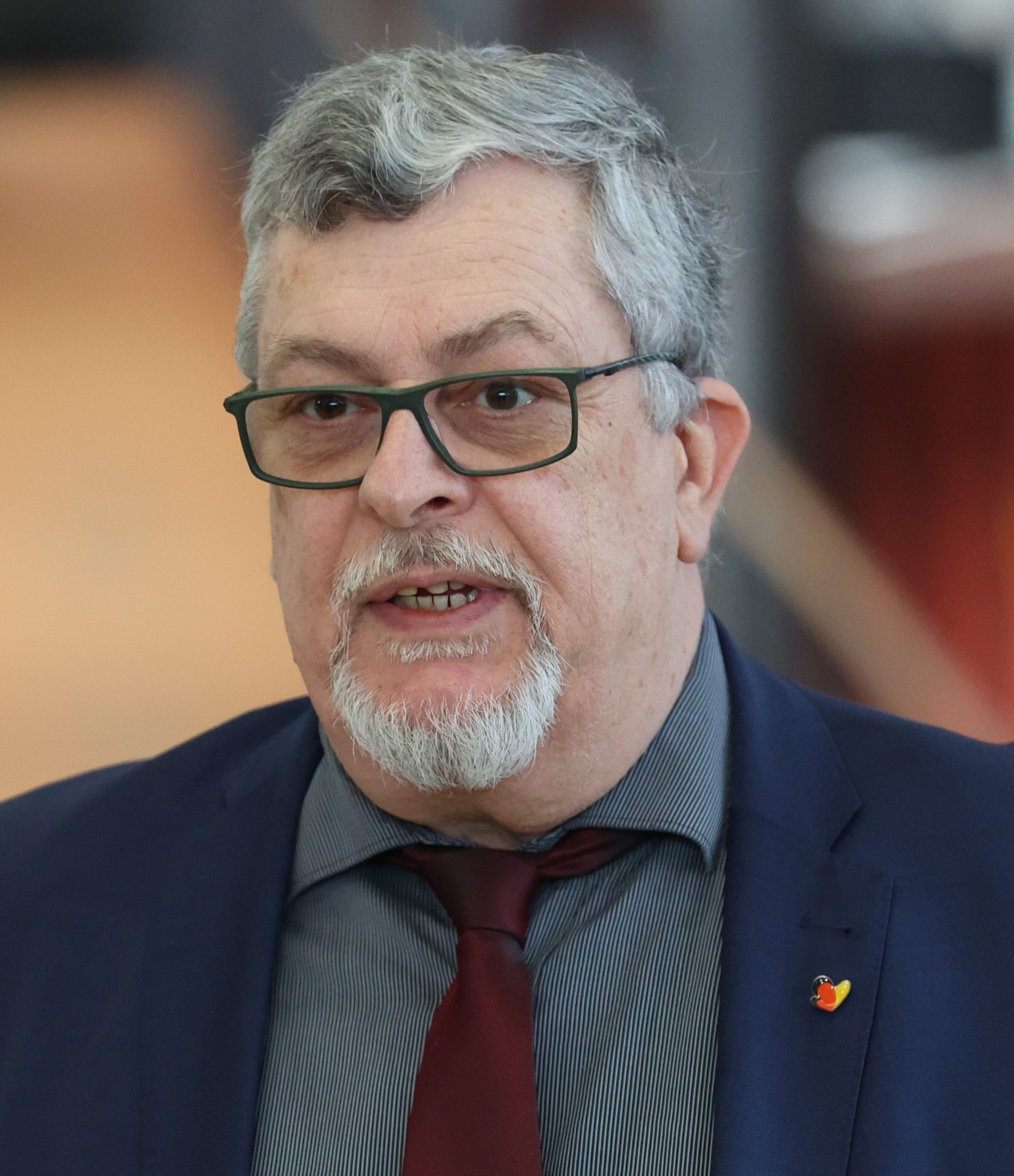
Carsten Hütter (2024)

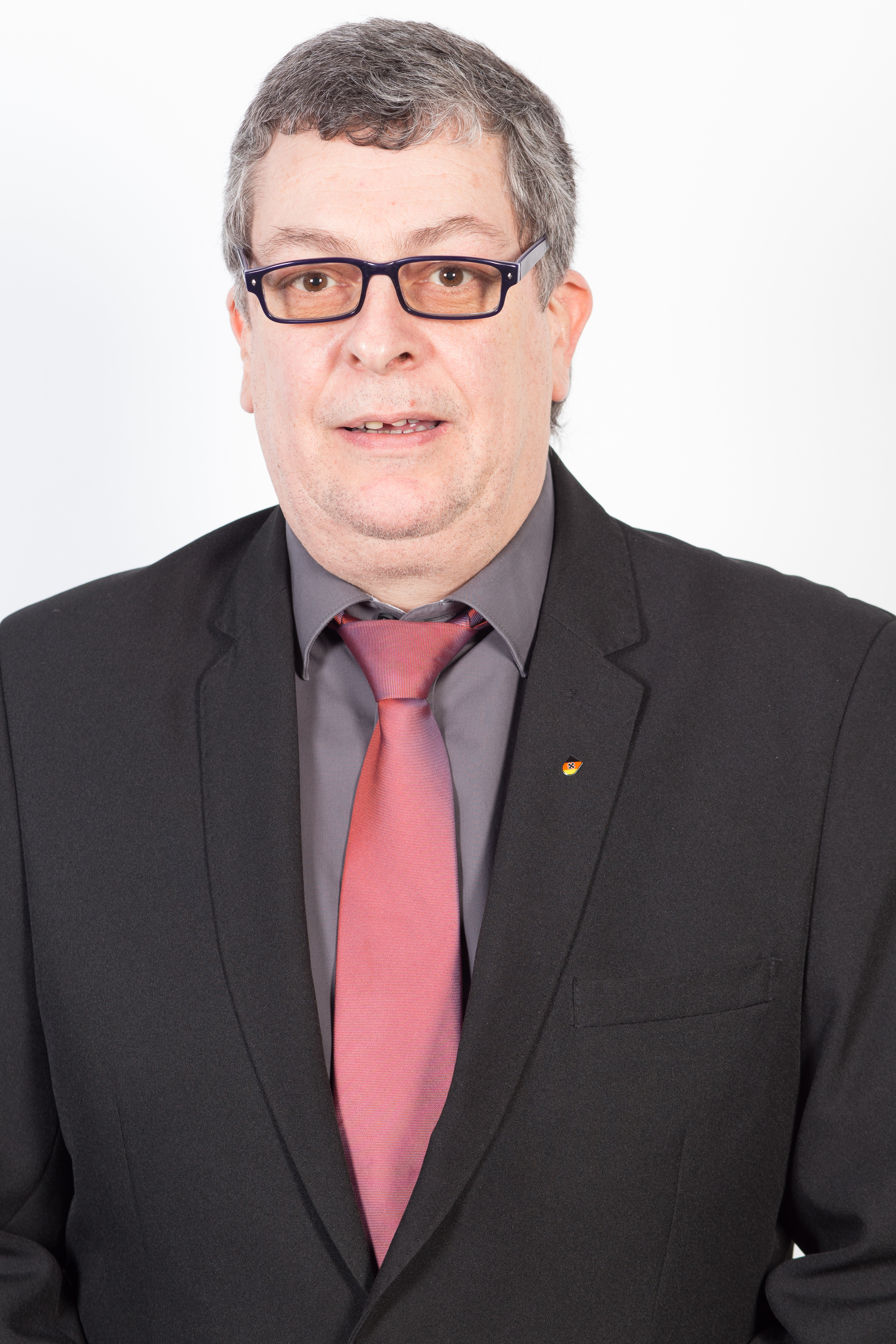
Carsten Hütter (2016)

Carsten Paul Hütter (* 19. Juni 1964 in Unna) ist ein deutscher Politiker (AfD). Er ist seit 2014 Mitglied des Sächsischen Landtags.

## Leben
Nach dem mittleren Schulabschluss 1980 und einer Ausbildung zum Kraftfahrzeugelektriker 1983 verpflichtete sich Hütter für 12 Jahre bei der Bundeswehr als Soldat auf Zeit in der Unteroffizierslaufbahn. Während seiner Dienstzeit wurde er zum Waffenmechaniker, Panzerschlosser, Behördenfahrlehrer und Anschuss-Schützen ausgebildet. Hütter schied 1995 mit dem Dienstgrad Oberfeldwebel aus der Bundeswehr aus. Im Jahr 1994 erhielt er den Meisterbrief als Kraftfahrzeugmechaniker in Dresden und eröffnete ein Geschäft. Er ist Inhaber eines Autohauses und betreibt einen Onlineshop auf Ebay für Auto-Ersatzteile.
Carsten Hütter ist verheiratet, hat fünf Kinder und ein Enkelkind. Er lebt in Großrückerswalde im Erzgebirge, ist dort auch Gemeinderat und ist römisch-katholischer Konfession.

## Politisches Engagement
Vor seinem Eintritt in die AfD war Hütter zehn Jahre Mitglied der CDU.

### Alternative für Deutschland
Carsten Hütter war von 2013 bis Februar 2016 stellvertretender Landesvorsitzender der AfD Sachsen und fungiert seitdem als Stellvertretender Schatzmeister im Landesvorstand. Hütter stand auf Platz fünf der Landesliste für die Landtagswahl 2014 und zog über diese in den Sächsischen Landtag ein. Im Jahr 2016 wurde er vom AfD-Kreisverband Meißen im Wahlkreis 155 zum Direktkandidaten im Bundestagswahlkampf 2017 gewählt. Er erhielt 31,1 % der Erststimmen und war damit Zweitplatzierter nach dem CDU-Kandidaten Thomas de Maizière.
Hütter ist Mitglied des Innenausschusses, der Parlamentarischen Kontrollkommission und des NSU-Untersuchungsausschusses des Sächsischen Landtags. Er ist sicherheitspolitischer Sprecher seiner Fraktion und im Besonderen für religiösen und politischen Extremismus zuständig. Weiterhin ist er kirchenpolitischer Sprecher.
Hütter stellte im Herbst 2016 eine kleine Anfrage zu einer angeblichen Vergewaltigung „im Maxim-Gorki-Park“ und erweckte darin den Anschein, die Täter seien Asylbewerber und der Fall werde von den Behörden vertuscht. Die Staatsregierung beantwortete die Anfrage mit dem Hinweis, ihr sei „im Freistaat Sachsen kein Maxim-Gorki-Park bekannt“.
Im Juni 2018 stellte Hütter eine kleine Anfrage zu Sinti und Roma in Sachsen, in der er unter anderem die Anzahl von Sinti und Roma und die hauptsächlichen Meldeadressen seit 2010 in Sachsen abfragte. Dies sollte „jahresweise nach deutschen und ausländischen Sinti und Roma“ aufgeschlüsselt werden. Kritisiert wird die kleine Anfrage für das Reproduzieren von rassistischen Klischees. Zudem wird auf Parallelen zum Nationalsozialismus verwiesen, in dem bereits vor Hitlers Machtergreifung Listen und Karteien von Juden, Sinti und Roma erstellt wurden. Außerdem verweist Herbert Heuß vom Zentralrat Deutscher Sinti und Roma darauf, dass Hütter eigentlich wissen müsse, „dass in Deutschland staatlichen Institutionen aufgrund Artikel 3 Absatz 3 des Grundgesetzes untersagt ist, ethnische Kriterien anzulegen“. Aus seiner Sicht ziele deshalb die Anfrage der AfD nicht auf Information, sondern nur auf Diffamierung einer Minderheitengruppe.
Am 1. September 2019 gewann Hütter bei der Landtagswahl in Sachsen 2019 den Wahlkreis Meißen 1 als Direktkandidat. Hütter ist verbraucherpolitischer Sprecher seiner Fraktion. Bei der Landtagswahl 2024 verteidigte er sein Direktmandat mit 41,6 % der Direktstimmen.
Seit November 2019 war er stellvertretender Bundesschatzmeister, seit 28. November 2020 ist er Bundesschatzmeister der AfD.

### Positionen
Nach der sächsischen Landtagswahl 2014 erklärte Hütter, er sehe „derzeit keine Koalition mit der CDU“. Die AfD wolle „eine eigenständige Partei bleiben und uns nicht zerreiben lassen zwischen den anderen Parteien wie die FDP“.
Nach Angaben der Wochenzeitung Die Zeit von Anfang 2015 forderte Hütter eine Pkw-Maut für ausländische Fahrzeuge und wollte keine Auslandseinsätze deutscher Soldaten. Wichtige Themen für die AfD sollten nach Hütters Ansicht darüber hinaus „Polizistenmangel, Ärztemangel, Lehrermangel, Grenzkriminalität und Zuwanderung“ sein. Außerdem spricht er sich gegen sexuelle Aufklärung an Schulen aus.
Auf die Pegida-Proteste in Dresden reagierte Hütter mit Verständnis. Viele Forderungen entsprächen dem Wahlprogramm der AfD. NPD-Anhänger oder Extremisten seien dort seiner Ansicht nach nicht vertreten gewesen, sondern vielmehr ein Querschnitt der Bevölkerung. Jeder habe zudem in Deutschland das Recht, seine Meinung frei zu äußern. Von der Teilnahme an der Demonstration mit Ausschreitungen in Chemnitz 2018 riet der Chemnitzer Abgeordnete seinen Anhängern ab, um die Nähe zu Neonazis und Hooligans zu vermeiden. Nach weiteren Demonstrationen, die von der AfD organisiert waren und an denen auch Rechtsextreme teilnahmen, sprach Hütter davon, dass die Demonstrationen ein Erfolg gewesen seien und auf Missstände hingewiesen hätten.
Als seine Tätigkeitsschwerpunkte sieht Hütter Wirtschafts- und Infrastrukturpolitik. Im September 2017 forderte Hütter nach einem Angriff eines Wolfsrudels auf eine Rinderherde in seinem Landkreis, Wölfe „zu jagbarem Wild zu erklären und vor allem so genannte Problemwölfe aus der Natur zu nehmen“.
Hütter setzt sich für ein stärkeres Vorgehen gegen Extremismus ein. So solle der rechte Extremismus wie der des NSU mit Mitteln des Strafrechts massiv bekämpft werden. Den Aufwand des dazu eingerichteten Untersuchungsausschuss sieht er aber nicht als gerechtfertigt. Die größere Gefahr sieht Hütter jedoch in islamistischem und Linksextremismus – obwohl er auf eine eigene Parlamentsanfrage die Antwort erhielt, dass in Sachsen die zehnfache Zahl von Rechtsextremisten im Vergleich zu sonstigen Extremisten bekannt ist. Zur Bekämpfung von Extremismus durch Aufklärung an Schulen gründete Hütter den Verein „Exfreisa“ (kurz für „Extremismusfreies Sachsen“). Im Verein, der bisher nur eine der AfD politisch nahe stehende Schülerzeitung in Weißwasser fördert und dafür Spenden unbekannter Geldgeber sammelt, sind mehrere bekannte Vertreter aus der Neuen Rechten beziehungsweise dem Umfeld von Pegida organisiert. Hütter forderte außerdem ein Verbot der Antifaschistischen Aktion ein, die er als Schwerkriminelle und linksradikale Terroristen sieht. Linksextremistische Organisationen dürften vom Staat nicht unterstützt werden. Ein entsprechender, von Hütter eingebrachter Antrag scheiterte im Landtag, da keine Organisation „Antifa“ existiert, die man verbieten könne, und extremistische Organisationen von Förderung bereits ausgenommen seien.